# 7221 Sallaba
7221 Sallaba este o planetă minoră (asteroid), cu un diametru de 2,596 km, din centura de asteroizi. A fost descoperită pe 22 septembrie 1981 la Observatorul Kleť de Zdeňka Vávrová⁠(d) și a fost numită după Jan Sallaba⁠(d). 
Obiectul prezintă o orbită caracterizată de o semiaxă mare de 2,4108626 UAi, o excentricitate de 0,22, o înclinație de 1,26705 ° în raport cu ecliptica.